# Shâh Nâmeh Demotte
Le Shâh Nâmeh Demotte (appelé aussi Livre des rois du Grand Mongol) est un ancien manuscrit illustré contenant le texte du Shâh Nâmeh et exécuté au cours des années 1330 pour un dignitaire de la cour des Ilkhanides à Tabriz en Perse. Le manuscrit a été démembré à des fins commerciales par le marchand d'art parisien Georges Demotte qui lui a donné son nom. 58 miniatures sont encore recensées dans diverses collections publiques et privées. 

## Histoire du manuscrit
Le colophon ou une éventuelle miniature de frontispice ont disparu et empêche de connaître avec précision l'origine du manuscrit. Il a sans doute été exécuté pour un membre de la cour des Ilkhanides, entre 1330 et 1340. Cette origine explique le nom qui lui est parfois donné de Livre des rois (Shâh Nâmeh) du Grand Mongol. Il pourrait s'agir en réalité du grand vizir Ḡīāṯ-al-Dīn Moḥammad, fils de Rašīd-al-Dīn, de Tabriz. 
Au XIXe siècle, le manuscrit aurait appartenu à la bibliothèque des shahs de la dynastie kadjar. Il y est alors pris en photos alors qu'il est encore relié. Plusieurs manuscrit sont vendus par la famille royale vers 1908 pour subvenir à des dépenses personnelles. En 1910, le manuscrit appartient au marchand d'art parisien d'origine belge Georges Demotte. Il l'a acquis du beau-frère du collectionneur américain d'origine arménienne Hagop Kevorkian. Lui-même l'avait acquis à Téhéran. Demotte, qui ne parvient pas à revendre l'ouvrage au complet à un prix suffisant, entreprend de vendre les miniatures du livre à l'unité en détachant les pages mais aussi en découpant les pages comportant des miniatures au recto et au verso en les recollant parfois sur des pages de texte ou sur des pages réécrites. Il semble que ces modifications ont été réalisées par des calligraphes iranophones mais destinées à des collectionneurs ignorants. Plusieurs pages sont vendues au collectionneur Henri Vever (acquises depuis par la Arthur M. Sackler Gallery), les autres sont dispersées progressivement par Demotte et ses successeurs pendant une soixantaine d'années.

## Localisation actuelle
58 miniatures sont encore dénombrées, parmi lesquelles :
- huit miniatures conservées à la Arthur M. Sackler Gallery de Washington
- six miniatures (+ une page de texte) à la Freer Gallery of Art de Washington
- sept miniatures conservées à la Bibliothèque Chester Beatty de Dublin : Faridun emmène Zahhak au mont Damavand, Faridun teste ses fils, Le Meurtre d'Iraj, Manuchihr et Zal, Kayd, le roi de Hind, raconte ses rêves à son vizir, Mihran, Narsi sur son trône, Anushirvan dicte une réponse à la lettre de Khaqan
- cinq miniatures au Arthur M. Sackler Museum de l'université Harvard : Zavara et Faramarz tuent les fils d'Isfandiyar, Rustam vise Isfandiyar dans les yeux avec une flèche à double pointe, Darab va à Rum et se bat avec Faylakus, Bataille entre les armées de Fur et d'Iskandar, La monture de Bahram Gur piétine Azada, Bahram Gur chasse le Karg[2]
- quatre miniatures au Musée d'art islamique de Berlin (ancienne Keir Collection) : Iskandar tue Fur, Iskandar tue un dragon, Iskandar et ses troupes prenant des pierres de la Montagne noire, Le ministre d'Ardashir se tient devant lui
- trois miniatures conservées au Musée d'Art et d'Histoire de Genève (Legs Jean Pozzi): Bahman rencontre Zâl, Garshâsp sur son trône, Ardashir et la servante Gulnar au lit [3]
- trois miniatures conservées au musée du Louvre dont : Farâmarz poursuit le roi de Kaboul[4], Iskandar entouré de courtisans, Iskandar et les oiseaux qui parlent
- Deux miniatures conservées au Metropolitan Museum of Art de New York : Nushirvan mange la nourriture apportée par les fils de Mahboud[5] et Les Funérailles d'Isfandiyar[6]
- deux miniatures au Musée des beaux-arts de Boston : Les Mobads interrogeant Zal, Iskandar en Abyssinie
- deux miniatures au Nelson-Atkins Museum of Art de Kansas City (Missouri) : Rustam et Isfandiyar et Afrasiyab tue Naudar
- Une miniature conservée au Detroit Institute of Arts : Ardashir combat Bahman[7]
- Une miniature conservée au Cleveland Museum of Art : Bahram Gur tue un Dragon[8]
- Une miniature conservée au Worcester Art Museum (Massachusetts) : Bahram Gur chassant l'âne sauvage [9]
- Une miniature conservée par le Centre de l'Histoire de la Renaissance de l'université Harvard, à la Villa I Tatti (ancienne collection Bernard Berenson) : Isfandiyar exige le royaume de son père Gushtasp
- une miniature au British Museum : La Mort du héros Rustam et de son cheval Rakhsh[10]
- une miniature à la bibliothèque de l'Université McGill de Montréal : Bahram Gur à la maison d'un paysan

## Description du manuscrit
D'après Oleg Grabar et Sheila Blair, le manuscrit contenait à l'origine 280 folios et 180 miniatures. Il s'agissait d'un manuscrit de grande dimension (60 cm de haut sur 40 de large). Les artistes ont combiné l'art traditionnel de la miniature persane avec l'influence chinoise venue sur place avec l'arrivée des Mongols, mais aussi le sens de la composition venue de la peinture occidentale,. 